# H. Cuellar Estates (Teksas)
H. Cuellar Estates je naseljeno mjesto za statističke potrebe u američkoj saveznoj državi Teksas. Prema popisu stanovništva iz 2010. u njemu je živjelo 20 stanovnika.